# (7161) Голицын
(7161) Голицын (лат. Golitsyn) — типичный астероид главного пояса, открыт 25 октября 1982 года советским астрономом Людмилой Журавлёвой в Крымской астрофизической обсерватории и 9 мая 2001 года назван в честь князя Михаила Голицына.

## Обнаружение и именование
(7161) Голицын
Открыт 25 октября 1982 года в Крымской астрофизической обсерватории Л. В. Журавлёвой.
Русский фельдмаршал Михаил Михайлович Голицын (1675—1730) был участником Азовского похода 1695—1696 годов и Северной войны 1700—1721 годов. С 1728 года он был президентом Военной коллегии и членом Верховного тайного совета.
Оригинальный текст (англ.)7161 Golitsyn
Discovered 1982 Oct. 25 by L. V. Zhuravleva at the Crimean Astrophysical Observatory.
Russian field marshal Mikhail Mikhailovich Golitsyn (1675—1730) was a participant in the Azov campaign of 1695—1696 and the Northern war of 1700—1721. From 1728 he was president of the Military Board and a member of the Supreme Secret Council.
Источники: 20010509/MPCPages.arc; M.P.C. 42669.

## Орбита

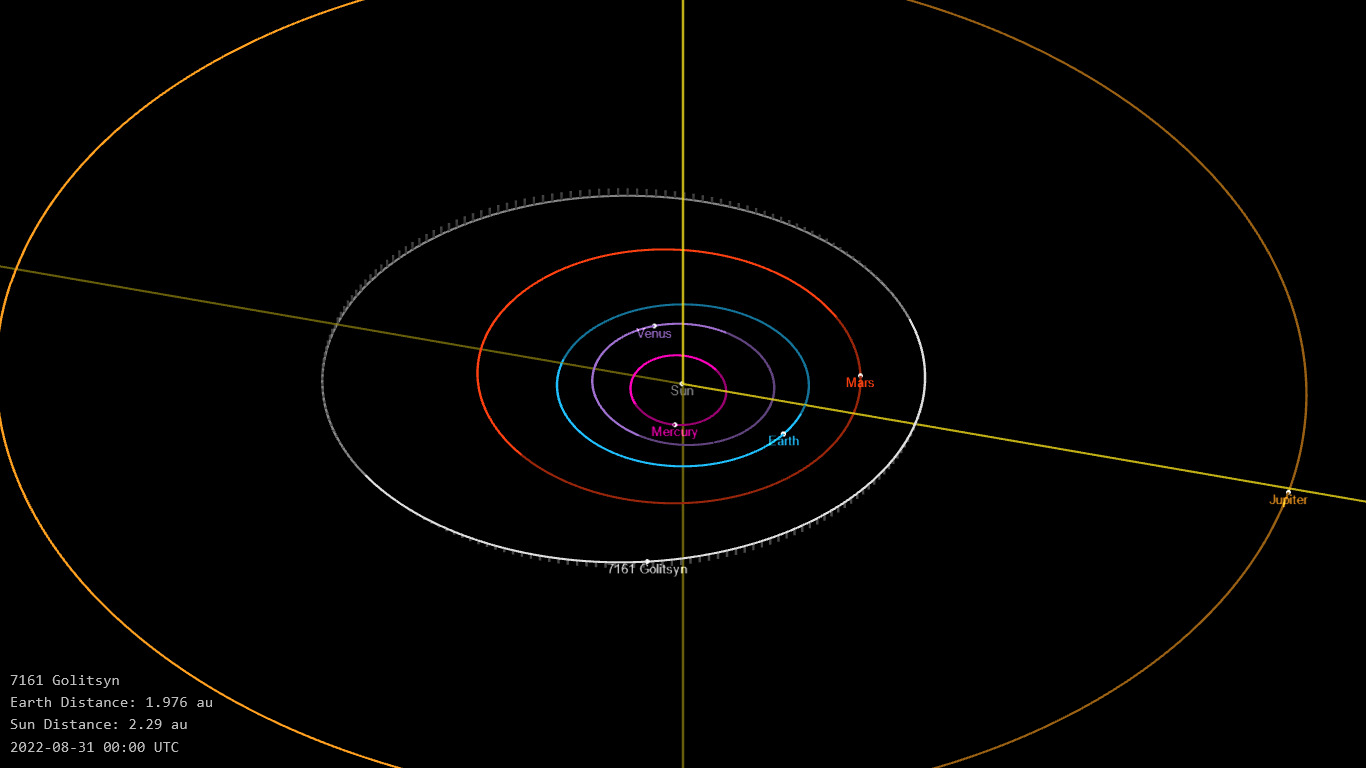
Орбита астероида Голицын и его положение в Солнечной системе

## Физические характеристики
Астероид относится к таксономическому классу X.
По результатам наблюдений в видимом и ближнем инфракрасном диапазоне космического телескопа NEOWISE диаметр астероида сначала оценивался равным 3,95±1,03 км, позже — 4,17±1,09 км и 4,43±1,49 км. Согласно тем же источникам альбедо оценивается как 0,09±0,06, 0,105±0,064 и 0,090±0,071.